# Zeul Jaguar

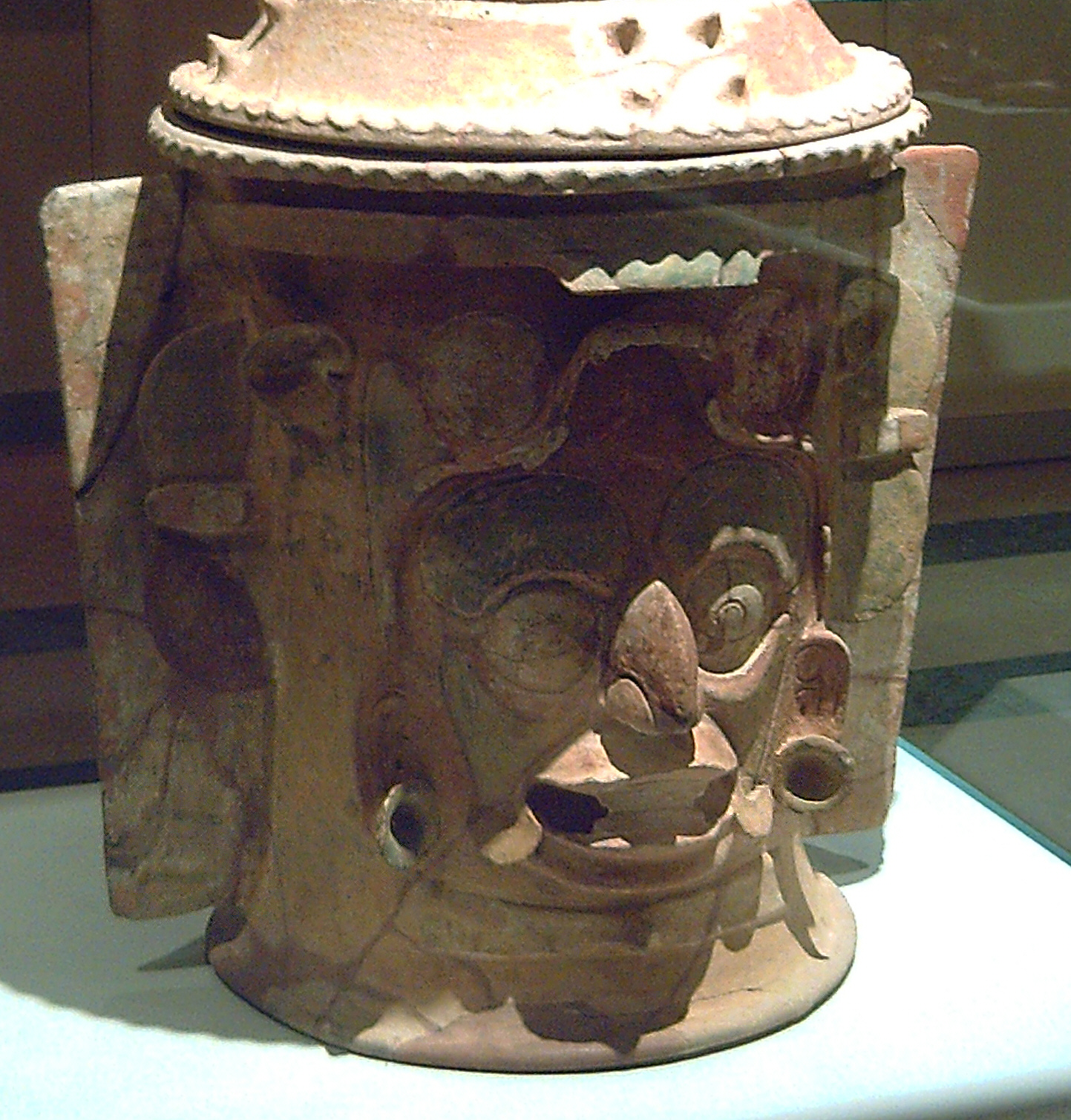
Zeul Jaguar al focului terestru într-o urnă cu cenuşă, perioada târzie clasică

Civilizația pre-columbiană Maya a avut diverse zeități Jaguar, în plus și semi-zei Jaguar, schimbători și protectori. Principalele zeități Jaguar sunt prezentate mai jos. Povestirile lor asociate cu Mitologia mayașă sunt încă, în mare măsură, în faza de a fi reconstruite. Tradițiile orale Lacandon și Tzotzil-Tzeltal sunt deosebit de bogate în cultura Jaguarului. 

## Zeul Jaguar al focului terestru
Zeul Jaguar al focului terestru  este recunoscut după cornul său din jurul ochilor (care face o buclă peste nas), are colți și urechi de jaguar. 
Este considerat ca zeu al lumii de dincolo și mai este numit și Soarele Nopții, deoarece însoțește soarele în călătoria sa prin lumea de dincolo. 
El personifică numărul șapte, care este asociat cu ziua Ak'b'al 'Night'. Are influență și asupra războiului, după cum o demonstrează prezența feței sale pe scuturile de război. 

## Zeul L

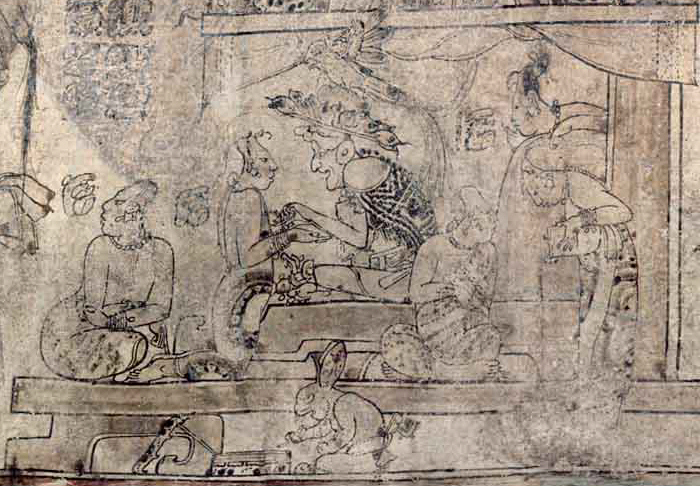
Zeul L în palatul său şi înconjurat de femei tinere. Scena centrală de pe Vasul Princeton, perioada clasică

Zeul L apare în clasificarea Schellhas-Zimmermann-Taube și este una dintre cele mai importante zeități pre-spaniole Maya, asociat de obicei cu comerțul. 
El este caracterizat de o vârstă ridicată, are trăsături de Jaguar (în special la urechi), o pălărie largă pe care stă o bufnita și o manta de jaguar. 
Cea mai cunoscuta reprezentare a sa este pe ușa sanctuarului interior a Templului Crucii de la Palenque. Zeul L este considerat adevăratul zeu al lumii de dincolo.

## Zeița Jaguar a nașterii și a războiului

Ix Chel în Codexul Dresden.

Numită și Ix Chel, ea aparține familiei zeităților Jaguar. 
Ea are urechi și gheare de jaguar, poate apărea reprezentată cu cornul Zeului Jaguar al focului terestru, sugerând că ea ar putea fi soția acestei zeități. Chel se presupune că ar însemna curcubeu, ea fiind zeița ploii, dar și a Lunii, a pământului și a războiului.

## Patronul Jaguar al lunei Pax

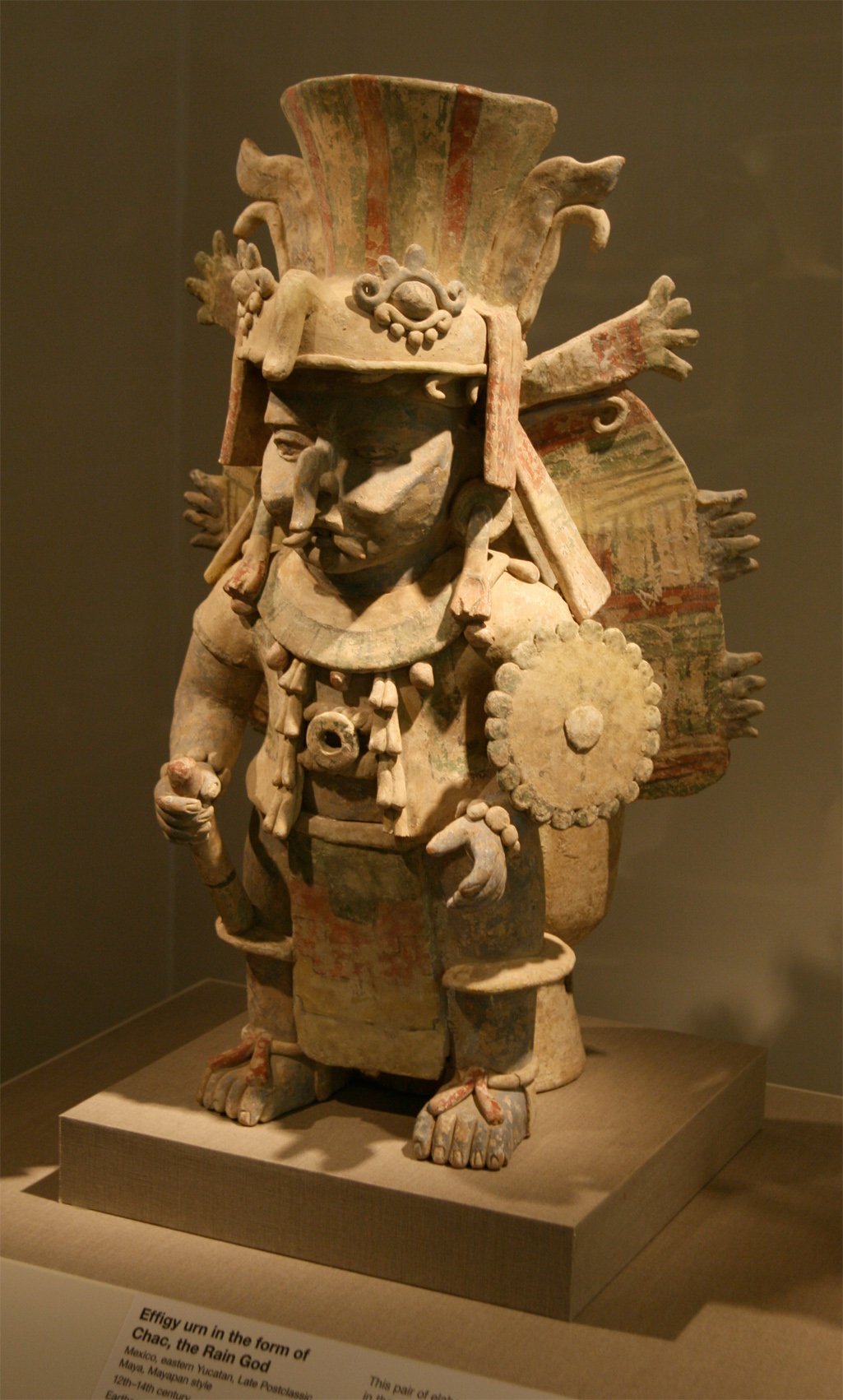
Efigiu, o urnă din faianţă (un arzător de tămâie) reprezentând pe Chac, sec. XII- XIV.

Zeitatea ce patronează luna Pax are labele de jaguar lângă urechile sale, maxilarului inferior îndepărtat și vomită sânge.
În secolul al XVI-lea, la Yucatan, ritualurile ce aveau loc în luna Pax erau centrate pe liderii de război și pe zeitatea Puma, numită Cit Chac Coh. Îndeosebi scenele de pe ceramică arată o zeitate Pax, care este asociată cu războiul și cu sacrificiul uman. El conduce transformarea unui copil într-un jaguar (a se vedea mai jos) și efectuează un ritual, un dans sacrificial în jurul divinității ploii capturată (Chac).
Personificată ca un arbore, este martorul uciderii zeității pasăre Vucub Caquix și a regelui vultur de către Hun-Ahpu, eroul geamăn jaguar.

## Bătrânul Vâslaș Jaguar

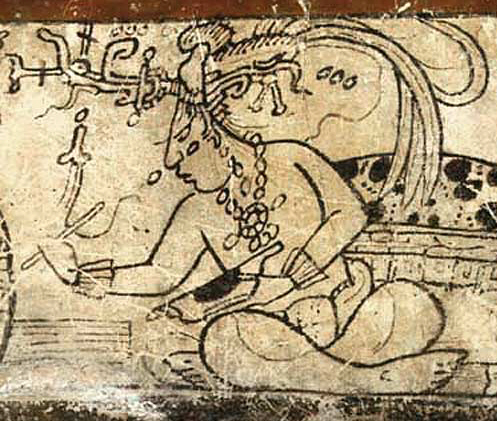
Zeul recoltei porumbului, apare ca un patron al scrisului, Perioada clasică

Unul din cele două divinități mai în vârstă care conduc o canoe, în care se află Zeul recoltei porumbului, are frizură de jaguar și este asociat cu noaptea, la fel ca zeul Jaguar al focului terestru. Nimic altceva nu se mai știe despre el.

## Eroii Gemeni Jaguar

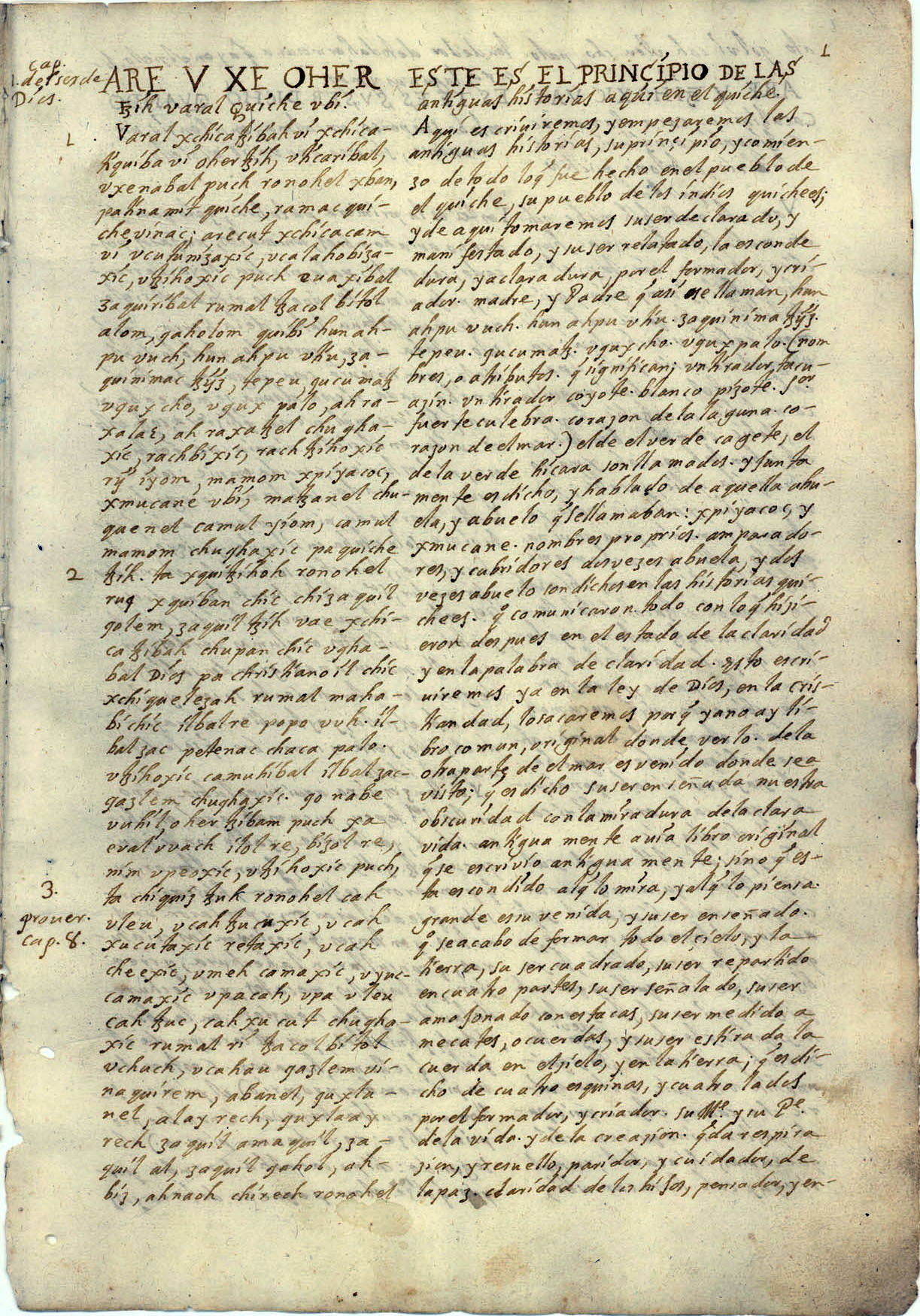
Cea mai veche versiune scrisă a Popol Vuh

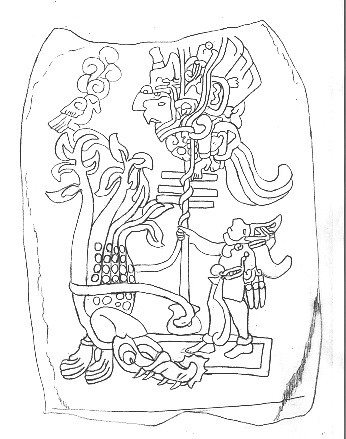
Eroul geamăn Hun-Ahpu ucigând zeitatea pasăre Vucub Caquix cu o lovitură.

Eroul geamăn Jaguar, Hun-Ahpu, care asigura protecția în luptă, este  descris în cartea Popol Vuh ca fiind acoperit cu blăni de jaguar lipite pe pielea sa.
Eroii Gemeni: Hun-Ahpu („Vânătorul”) și Xbalanque („Pruncul jaguar”)  sunt figurile centrale din narațiunea inclusă în documentul colonial Quiche (Popol Vuh), care constituie cel mai vechi mit Maya care s-a păstrat în totalitate.

## Protectorii Jaguar
Alături de Eroii Gemeni Jaguar mai sunt și alți protectori și zei care se transformă.
Mai puțin în mod clar clasificați ca zeități sunt protectorii Jaguar (probabil strămoșii) și zeii Jaguar care se transformă.
Nufărul Jaguar (denumit așa din cauza nufărărului de pe capul lui) este atât un protector gigant Jaguar, (după cum apare în templul de la Tikal), dar se și transformă în flăcări. Specifică și totodată inexplicabilă este transformarea unui jaguar dintr-un băiat cu urechi și coadă de jaguar (așa-numitul Copil jaguar sau Pruncul jaguar). Acest Copil jaguar (Xbalanque) are aceleași caracteristici cu Zeul Jaguar al focului terestru.